# Alhama de Múrcia
Alhama de Murcia é um município da Espanha na província e comunidade autónoma da Região de Múrcia. Tem 311,83 km² de área e em 2021 tinha 22 240 habitantes (densidade: 71,3 hab./km²).
Os benefícios das águas termais desta povoação foram descobertos na época romana.

## Demografia
| Variação demográfica do município entre 1991 e 2004[carece de fontes?] | Variação demográfica do município entre 1991 e 2004[carece de fontes?] | Variação demográfica do município entre 1991 e 2004[carece de fontes?] | Variação demográfica do município entre 1991 e 2004[carece de fontes?] |
| ---------------------------------------------------------------------- | ---------------------------------------------------------------------- | ---------------------------------------------------------------------- | ---------------------------------------------------------------------- |
| 1991                                                                   | 1996                                                                   | 2001                                                                   | 2004                                                                   |
| 14175                                                                  | 15318                                                                  | 16316                                                                  | 18996                                                                  |